# Homosassa Springs, Florida
Homosassa Springs är en ort (CDP) i Citrus County, i delstaten Florida, USA. Enligt United States Census Bureau har orten en folkmängd på 13 791 invånare (2010) och en landarea på 65,1 km².